# Tom Russell
Thomas "Tom" George Russell, född 5 mars i slutet av 1940-talet (ev. 1950?) i Los Angeles, Kalifornien, är en amerikansk singer-songwriter. Han började att ge ut skivor under början av 1970-talet och hans låtar har genom åren spelats in av bl.a. Johnny Cash, Texas Tornados, k.d. lang, Guy Clark, Joe Ely, Sir Douglas Quintet, Jason Boland, Nanci Griffith, Katy Moffatt, Ramblin' Jack Elliott, Sailcat, Iris DeMent, Dave Alvin och Suzy Bogguss.

## Diskografi (urval)
Studioalbum
- 1984: Heart on a Sleeve
- 1987: Road to Bayamon
- 1989: Poor Man's Dream
- 1991: Hurricane Season
- 1991: Cowboy Real
- 1993: Hillbilly Voodoo
- 1993: Box of Visions
- 1994: Cowboy Mambo
- 1995: Rose of the San Joaquin
- 1997: Songs of the West
- 1997: The Long Way Around
- 1999: The Man From God Knows Where
- 2001: Borderland
- 2001: All Around These Northern Towns
- 2003: Modern Art
- 2004: Indians, Cowboys, Horses, Dogs
- 2005: Hotwalker: Charles Bukowski and a Ballad For a Gone America
- 2006: Love & Fear
- 2008: One to the Heart, One to the Head
- 2009: Blood and Candle Smoke
- 2011: Mesabi
- 2013: Aztec Jazz

Singlar/EPs
- 1988: "Home Before Dark" / "I'm on Fire"
- 1989: "Walkin' on the Moon"
- 1990: "Blue Wing"
- 1990: "The Heart of a Working Man"
- 1991: "Spanish Burgundy"
- 1992: "Black Pearl"
- 1991: "Claude Dallas" / "St. Olav's Gate"
- 2004: Tom Russell (EP)

Samlingsalbum
- 1993: Beyond St. Olav's Gate 1979 - 1992